# ツマアカシロチョウ族
ツマアカシロチョウ族（学名：Teracolini）は、シロチョウ亜科を分類する族の1つである。

## 属
ツマアカシロチョウ族には、次の属が含まれる。
和名はShiraiwa 1996-2021 及び 日本産蝶類和名学名便覧 2010-2013による。
- Colotis ツマアカシロチョウ属[1]
- Eronia ツマベニキチョウ属／ヘリグロシロチョウ属[2]
- Ixias メスシロキチョウ属
- Calopieris[3]
- Pinacopteryx ミスジシロチョウ属

## ギャラリー

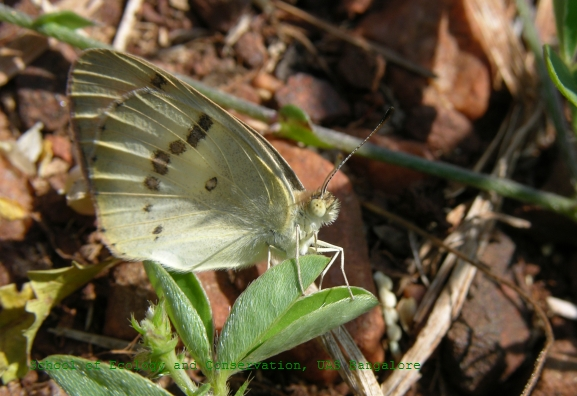
ダナエツマアカシロチョウ(Colotis danae)
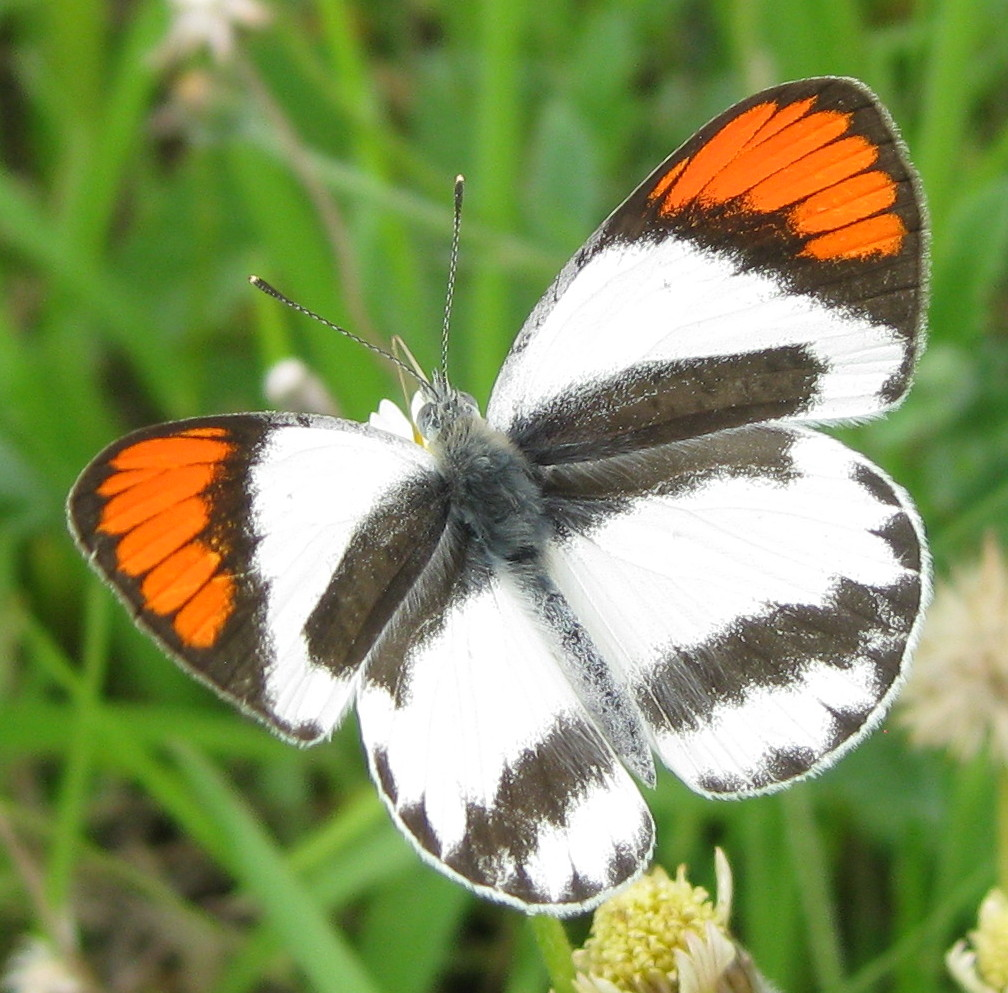
フタスジツマアカシロチョウ(Colotis euippe)
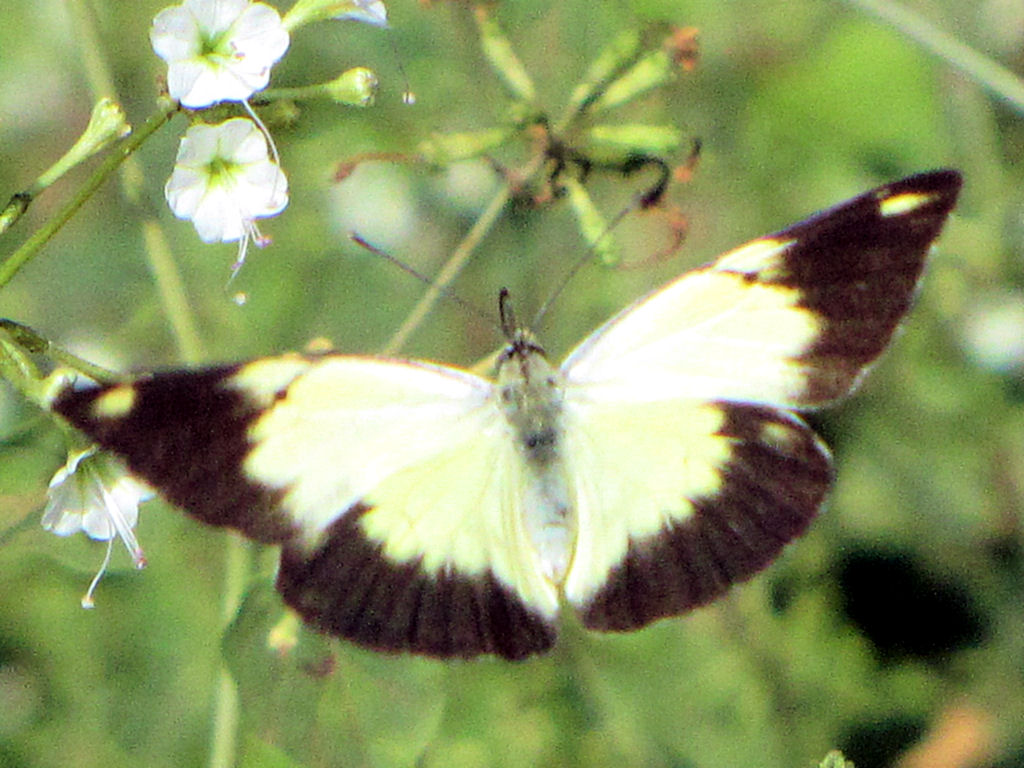
Eronia cleodora
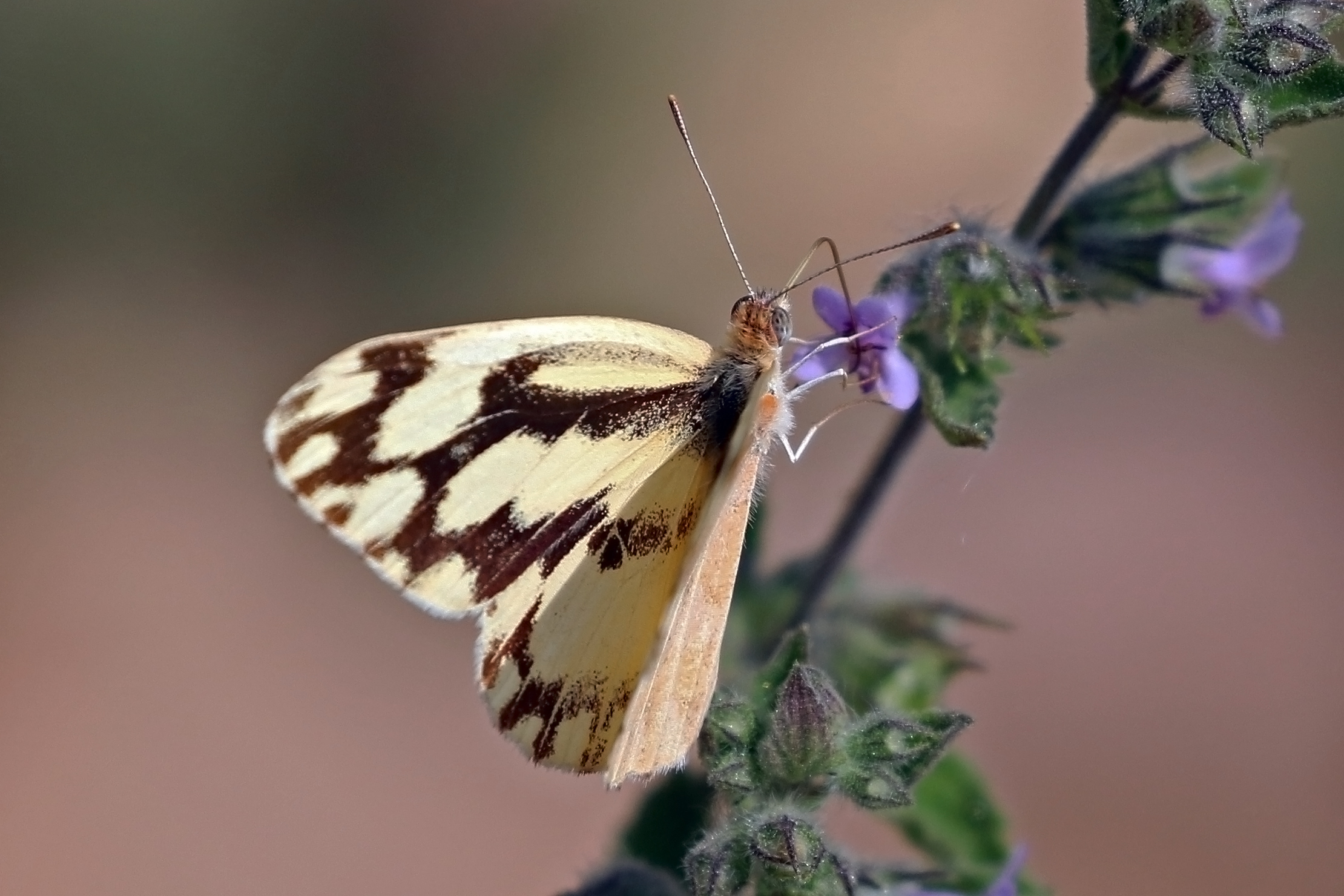
Pinacopteryx eriphia tritogenia
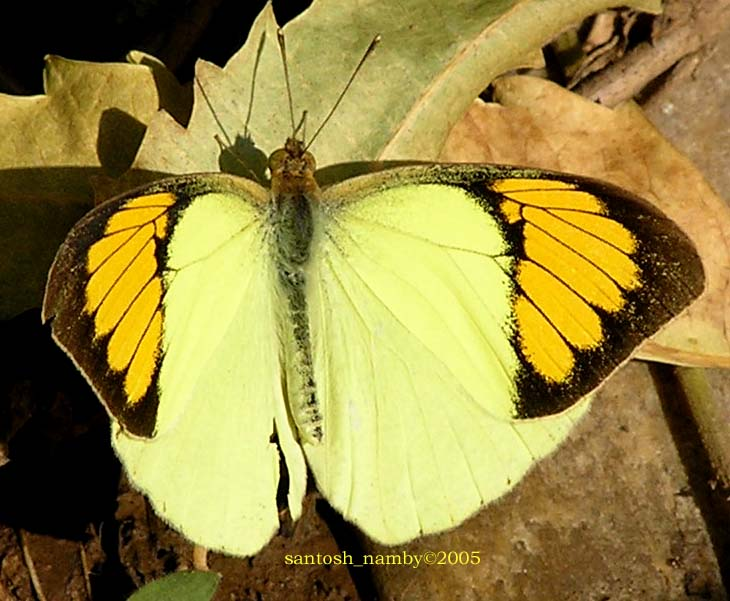
メスシロキチョウ(Ixias pyrene)